# マッチポンプ (お笑いコンビ)
マッチポンプは、日本のお笑いコンビ。かつての所属事務所は松竹芸能。

## 来歴
2人共に帝京大学卒業。同大学4年生の時に知り合って共にお笑い好きということで意気投合し、在学中の2006年に「思い出作りのために」とコンビを結成すると、その約1か月後にはM-1グランプリに出場。「次のネタのことを考えていた」というほど、会場の反応で手応えを感じていたとのことであったが、この年は1回戦で敗退。
その後、松竹芸能タレントスクールに11期生として入学。同校卒業後、松竹芸能に所属。
2009年7月末、木村が当初の志望だったミュージシャンを再び目指すとして引退したことにより解散。山田は松竹芸能に残り、芸人を続けていくことを報告した。
解散翌月の8月、山田は河野智彰とのコンビ「ミヤ」を結成、ミヤとしての初舞台は8月11日の『LIVE疾風迅雷』（なかのZERO視聴覚ホール）だった。同年9月27日には自分たちがMCを務めたライブ『第1回ミヤの集い』（新宿Fu-）を行った。同年10月1日より、ミヤとして松竹芸能に所属。
2010年10月17日を最後に方向性の違いを理由にミヤを解散。同じ時期にピン芸人「ひょうご」と共に「さんびーち」を結成。当初はM-1に出るための即席コンビだったが、2010年12月24日を境に本格的に松竹のコンビとして活動することを決める。さんびーちは2017年5月26日の事務所ライブをもって解散。
2021年1月13日放送のバラエティ番組『今夜くらべてみました』では、解散後の木村と山田の荒んだ生活から奮起しての生活再建の様子、そしてコンビの活動中はおろか解散後も自分たちのファンであることを公言していた女優の菅野美穂の言葉が生活再建の支えになっていたことが紹介されたうえ、スタジオに出演した彼女のもとへ木村と山田が一夜限りの復活を果たして登壇し、ネタを披露した。2021年3月13日には日刊SPA!によるインタビューに木村と山田が応じ、前述の番組収録時の裏話を明かしたうえ、この日を機にコンビとして活動を再開することを明かした。M-1グランプリ公式サイトによると、活動再開後のデータは再結成日が「2021年2月1日」で、所属は「アマチュア」となっている。

## メンバー
- 木村 耕介（きむら こうすけ、1984年10月23日 - ）(40歳)
  - 愛媛県新居浜市出身。身長171cm、体重70kg、AB型。
  - ギター、似顔絵が趣味。なお、中学生時代は帰宅部だった。愛媛県立新居浜東高等学校卒業。
  - 最初はミュージシャン志望で高校生時代からのバンド仲間と一緒に上京。目標は奥田民生だったという。しかし大学入学後、次第に音楽活動をしなくなっていった[2]。
  - 解散後は地元の新居浜へ帰郷し、建設会社に就職。8年勤務し（2021年時点）監理技術者として勤めている[10]。
- 山田 直人（やまだ なおと、1984年9月28日 - ）(40歳)
  - 京都府宇治市出身。身長171cm、体重63kg、O型。
  - 中学生の時からボクシングをやっていた。
  - 解散後はパーソナルトレーナーに転身[10]。マッチポンプ → ミヤ → さんびーち解散後も松竹芸能に籍を置き、「山田BODY」の名前でパーソナルトレーナー兼タレントとして活動している。
  - 家族は妻、長女、次女。妻は売れない時代を支えてくれた人である[10]。

## 芸風
- 代表的なコントとしては、すぐにケンカする熟年夫婦のシリーズのコントがあり[11]、山田が妻役（女装）、木村が夫役（ハゲカツラ）で演じる。口ゲンカからビンタで叩き合うようになり、その後ビンタがリズムを刻むようになり、山田が踊り出し、木村がハーモニカを出して吹き出す、という流れが主となっている。山田が縄跳びをすることもある。テレビ出演の時などでは、このネタを披露することが多い。
- ライブでは漫才を披露することもあり、この時は主に山田がツッコミ、木村がボケを担当する。

## 出演
- あらびき団 （TBSテレビ） - 2008年7月16日（第36回）
- イツザイ （テレビ東京） - 2008年8月30日、同年9月6日「インディーズ芸人オーディション」。キャッチコピーは「ポストTKO」
- 24時間テレビ 「愛は地球を救う」・31 （日本テレビ） - 2008年8月30日深夜「エド・はるみに続け! 芸人ネタ見せショー!!」
- エンタの天使 （日本テレビ） - 2008年9月3日（第6回）、キャッチコピーは「自作自演の爆弾コンビ」
- お笑いメリーゴーランド （TBSテレビ） - 2008年10月16日（第2回）、木下隆行（TKO）、みょーちゃん、鳳仙花と一緒に「TKO木下チーム」のメンバーで出演。
- 笑いの祭典 ゴールドステージ!! （日本テレビ、モクスペ枠） - 2008年11月6日（第2回）、『ダッシュステージ』（1分）のパートに出演
- お笑い図鑑 ハマヌキ（tvk）
- ジャガイモン（テレ朝チャンネル）
- 『ぷっ』すま　（テレビ朝日） - 2009年3月24日　山田のみ
- 爆笑トライアウト（NHK総合、2009年7月7日）
  - 会場審査は8位（257TP）、視聴者投票は8位（262票）。
- イツザイS （テレビ東京） - 2009年10月19日、山田のみ、コンビ『ミヤ』として出演